# D. C. Thomson & Co.
D. C. Thomson & Co. est un éditeur de presse britannique basé à Dundee, en Écosse, depuis sa fondation par David Coupar Thomson en 1905. Il publie des journaux (Sunday Post, The Courier, Evening Telegraph and Post), des magazines (My Weekly, The Scots Magazine, Jackie, Shout) et des revues de bande dessinée pour enfants (The Beano, The Dandy, Commando For Action and Adventure).